# Alfio Bonanno
Alfio Bonanno (Sicília, 1947) és un artista italià, especialitzat en escultura. Al començament dels anys 50 la seva família va immigrar a Australia, on va iniciar els seus estudis en pintura. L'any 1965 va tornar a Sicília.

## Biografia
Després de treballar 6 anys a Roma, Bonanno es va traslladar a l'Illa de Langeland ("terra llarga") a Dinamarca l'any 1975. És considerat com el principal pioner de l'art ambiental i un representant del European development of Land Art, Alfio Bonanno ha estat treballant en les performances encarades a el site-specific, a instal·lacions exteriors diferents artistes han estat creant escultures a gran escala mitjançant la selecció d'espais naturals durant els darrers 35 anys. La simbiosi entre l'art, la natura i l'ecologia és un factor d'allò més important en el seu treball, com a artista, conseller i professor.
L'any 1985 a l'esdeveniment Sound Year Installation a l'Espai 10 de la Fundació Joan Miró de Barcelona una col·laboració amb el compositor danès Gunner Møller Pedersen va ser vista com un punt de ruptura dins de l'art ambiental. La Fundació Joan Miró va produir una pel·lícula del Sound Year Project. Va ser per la seva iniciativa i amb ell com a president del TICKON (Tranekær International Centre for Art and Nature) va ser creat a l'illa danesa de Langelad l'any 1990.
A el 2004 va crear Himmelhøj, una paisatge escultòric contenint quatre obres especialment pensades per a aquell indret. L'any 2000 Lars R. Jensen i Torben K. Madsen amb el suport del Danish Film Institute i el taller Danish Video van produir Fragments of a Life, una pel·lícula documental de 45 minuts d'en Alfio Bonanno i el seu treball. Aquesta pel·lícula ha sigut vista a la Televisió Nacional Danesa i al Festival del Cinema de Dinamarca (on va guanyar un premi), a Alemanya i al Festival de Cinema Ambiental a Washington, DC, USA. A el 2005 va ser premiat amb el premi "Amic de l'arbre" (Friend of the Tree) d'Hydro Texaco.
Al Juny de l'any 2006, Alfio Bonnano va ser premiat en nom del president de la República italiana Carlo Azeglio Ciampi, l'ordre OSSI (Ordine della Stella della Solidarietà Italiana).
Des de finals dels anys setanta ha treballat a diversos països tant amb paisatge natural com en paisatge urbà amb projectes pensades per a aquells indrets específics amb grans estructures de materials propis i naturals amb actes conceptuals.